# Pothos motleyanus
Pothos motleyanus är en kallaväxtart som beskrevs av Heinrich Wilhelm Schott. Pothos motleyanus ingår i släktet Pothos och familjen kallaväxter. Inga underarter finns listade.